# Georg Christian Luther
Georg Christian Luther (né en 1717 à Breslau, Silésie ; mort en 1800 à Tallinn, gouvernorat d'Estonie) est un marchand et entrepreneur silésien-estonien.

## Entrepreneuriat
Georg Christian Luther est né à Breslau, en Silésie, fils de Philipp Wilhelm Luther (1683-1763) et d'Anna Sophia Luther, née Stein (1693-1777).
En 1742, il quitte Breslau pour s'installer à Tallinn, qui fait partie de l'Empire russe depuis 1721.
Luther fait initialement le commerce du lin et du sel. L'importation et l'exportation de bois sont ensuite ajoutés à l'entreprise familiale.
L'entreprise connaît un grand succès économique. Le fils de Luther, le marchand et plus tard maire de Tallinn Christian Wilhelm Luther (l'Ancien) (1774-1841), poursuit avec succès l'entreprise de son père.
L'entreprise familiale devient plus tard l'une des plus grandes entreprises d'Estonie, connue plus tard comme la fabrique de meuble Luther.

## Vie privée
Il se marie en premières noces avec Gerdrutha Elisabeth Luther, née Nottbeck de Tallinn (1720-1770), puis se remarie avec Maria Helene Luther, née Lohmann, de Tallinn (1748-1835), avec laquelle Luther a une fille et cinq fils.